# Оборона Эгера

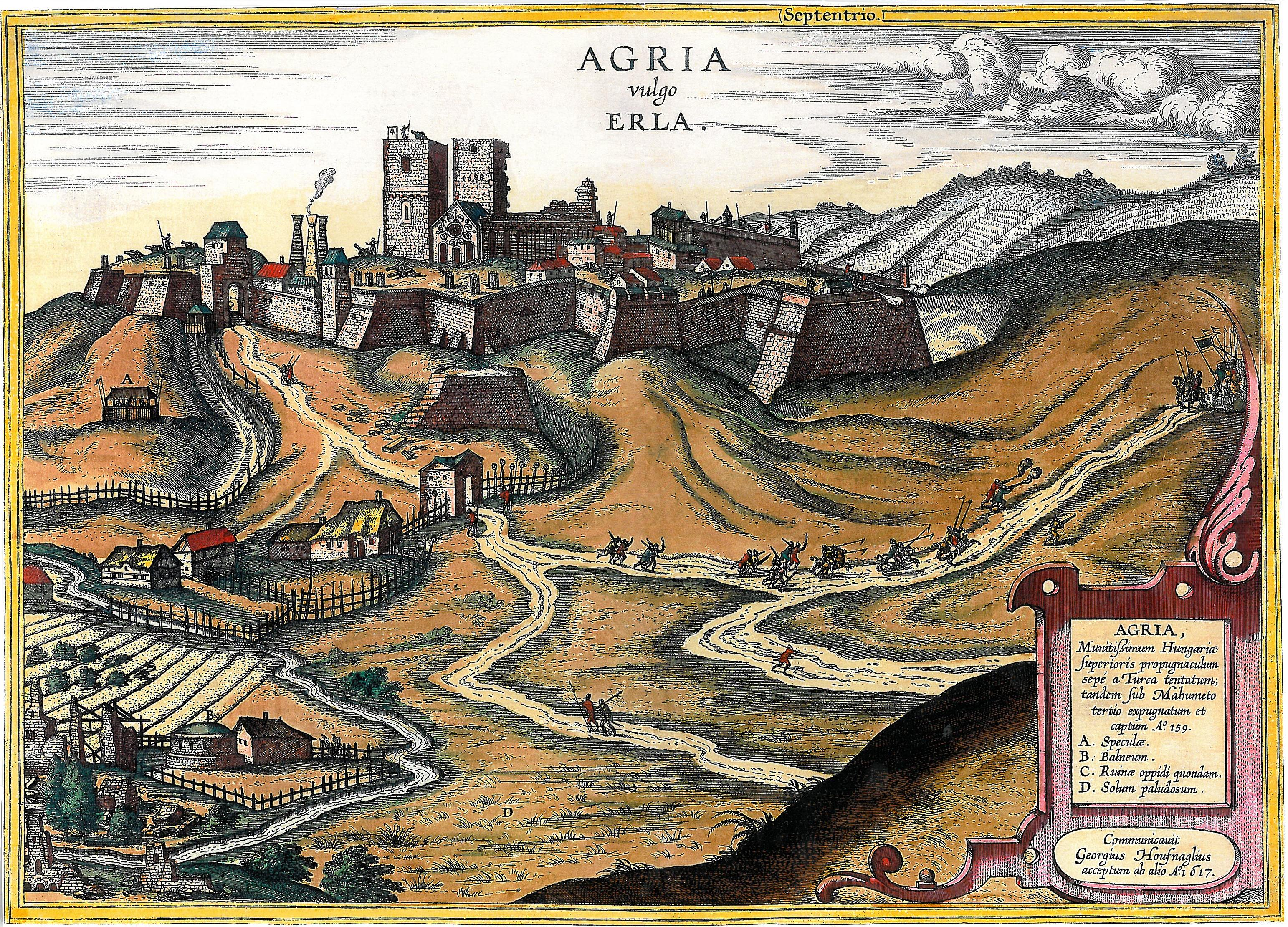
Эгерская крепость в 16 в.

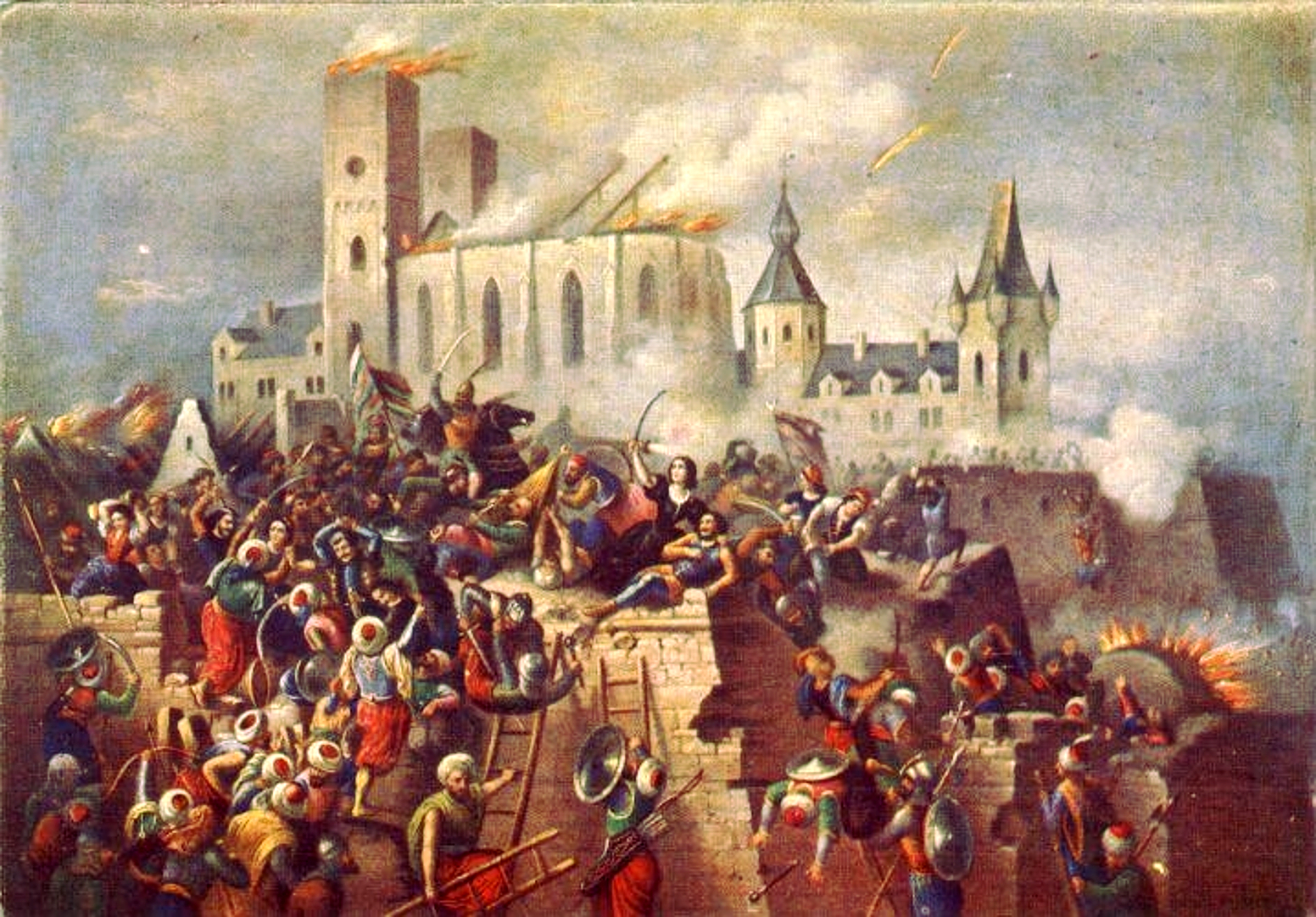
Картина Оборона Эгера

Оборона Эгера (венгер. Eger ostroma) — одна из побед венгров, одержанная в сентябре-октябре 1552 года над войсками Османской империи во время австро-турецкой войны (1552—1559). Героическая оборона крепости стала символом национального сопротивления венгров турецкому нашествию.
После захвата в июле и августе 1552 года крепостей в Темешваре и Сольноке турки подошли к Эгеру с силами около 150 000 человек, из которых 80 000 составляли регулярную армию хорошо обученных солдат с артиллерией.
Мало кто ожидал, что гарнизон крепости под командованием капитана Иштвана Добо окажет серьезное сопротивление, так как он составлял около 2100 профессиональных солдат, подкреплённые местными крестьянами, а также женщинами. Добо нанял шесть канониров из Германии, чтобы максимально эффективно использовать артиллерию Эгера. В состав защитников также входил отряд австрийских мушкетеров численностью 250 человек под командованием Гергея Борнемисса. 
Османы ожидали легкой победы, но храбрость защитников замка, а также умелое руководство Добо привели к тому, что они отразили неоднократные атаки противника. Во время осады Борнемисс изобрел примитивные, но смертоносные гранаты и бомбы размером с пороховую бочку, чтобы использовать их против нападавших, а также защитники использовали колесо водяной мельницы, набитое порохом, маслом, серой и камнем, которое они закатили в ряды османов и взорвали.
В течение 39 дней защитники отражали атаки превосходящих сил противника. Даже после того, как башня-хранилище, содержащая 24 тонны черного пороха, взорвалась и нанесла значительный ущерб, турки не смогли войти в замок. После 39 дней кровавых, жестоких и интенсивных боев османская армия отступила, разбитая и униженная. Потери защитников составили около трети их численности.
Победа дала венграм надежду на освобождение от османской оккупации. Эффективная оборона крепости в Эгере стала важным национальным символом в сознании венгерского народа, позволив ему пережить турецкое владычество.